# Pseudocepola taeniosoma
Pseudocepola taeniosoma es una especie de peces de la familia Cepolidae en el orden de los Perciformes.

## Distribución geográfica
Se encuentra en el Japón.